# Ronni Williams
Pour les articles homonymes, voir Williams.
Ronni Williams est une joueuse de basket-ball américaine, née le 18 avril 1995 à Daytona Beach (Floride).

## Biographie
Formée aux Gators de la Floride (19,2 points avec 54,2 % d'adresse, 7,8 rebonds, 2,3 passes décisives en 31 rencontres), est choisie en 22e position de la draft WNBA 2017 par le Fever de l'Indiana, mais elle ne participe qu'à la pré-saison WNBA. 
Elle rejoint par la suite le club argentin Club Union Florida pour 13 rencontres (15,6 points à 53,1 % d'adresse, 10,1 rebonds) puis joue un semestre en Belgique pour disputer notamment l'Eurocoupe 2018-2019 avec Belfius Namur Capitale (16,2 points et 4.4 rebonds en 14 rencontres de championnat et 8 d'Eurocoupe avec 15,9 points à 51,6 % et 6.3 rebonds).

## Clubs
- 2013-2017 : Gators de la Floride
- 2017-2018 :  Club Union Florida
- 2018-2019 :  Belfius Namur Capitale
- 2019-2020 :  Nantes Rezé

## Palmarès
- Championne d'Argentine 2017

## Distinctions personnelles
- Meilleur cinq des Freshman de la SEC (2014)
- Second cinq des Freshman de la SEC (2016)
- Meilleur cinq de la SEC (2017)